# Come Away with Me
Come Away with Me je hudební album, které vydala americká zpěvačka Norah Jones jako svůj debut. Bylo nahráno v newyorském Sorcerer Sound Studio v letech 2000 až 2001 a vyšlo u společnosti Blue Note Records 26. února 2002. Kromě Jonesové desku produkovali Arif Mardin, Jay Newland a Craig Street. Je dlouhé 45:03 minut a obsahuje čtrnáct písní (vyšla také limitovaná edice s pěti bonusovými skladbami).
Album vyšlo na značce specializované na jazz a obsahuje jazzové standardy, jeho zvuk je však ovlivněn také folkem, blues, country a akustickým popem. Kritika vyzvedla výkon Jonesové jako pianistky i její na debutantku nezvykle vyzrálý pěvecký projev, který Roger Crane přirovnal k Billie Holiday.
Norah Jones získala v roce 2003 osm Cen Grammy: objev roku, album roku, nahrávka roku, píseň roku, nejlepší ženský pěvecký výkon v pop music, nejlepší popové album, nejlepší produkce a nejvyšší zvuková kvalita. Album bylo v čele žebříčků Billboard 200 a UK Albums Chart, v roce 2005 se stalo diamantovou deskou podle Recording Industry Association of America. Na seznamu nejprodávanějších hudebních alb na světě figuruje s 27 miliony prodaných nosičů na třicátém místě.
Časopis Rolling Stone zařadil Come Away with Me na 54. místo svého žebříčku stovky nejlepších alb dekády. Na databázi Metacritics získalo hodnocení 82 bodů ze 100.
Titulní píseň alba obsadila druhé místo v hitparádě Canadian Hot 100.

## Skladby
1. „Don't Know Why“ (Jesse Harris) 3:06
2. „Seven Years“	(Lee Alexander) 2:25
3. „Cold Cold Heart“ (Hank Williams) 3:38
4. „Feelin' the Same Way“ (Alexander) 2:55
5. „Come Away with Me“ (Norah Jones) 3:18
6. „Shoot the Moon“ (Harris) 3:57
7. „Turn Me On“	(John D. Loudermilk) 2:33
8. „Lonestar“ (Alexander) 3:05
9. „I've Got to See You Again“ (Harris) 4:13
10. „Painter Song“ (Alexander, JC Hopkins) 2:41
11. „One Flight Down“ (Harris) 3:03
12. „Nightingale“ (Jones) 4:11
13. „The Long Day Is Over“ (Jones, Harris) 2:44
14. „The Nearness of You“ (Hoagy Carmichael, Ned Washington) 3:09

## Hudebníci
- Norah Jones (zpěv, piano)
- Sam Yahel (Hammondovy varhany)
- Rob Burger (harmonium, akordeon)
- Jesse Harris (akustická kytara, elektrická kytara)
- Adam Levy (akustická kytara, elektrická kytara)
- Kevin Breit (akustická kytara, elektrická kytara)
- Adam Rogers (kytara)
- Tony Scherr (kytara)
- Bill Frisell (kytara)
- Jenny Scheinman (housle)
- Lee Alexander (baskytara)
- Brian Blade (bicí, perkuse)
- Dan Rieser (bicí)
- Kenny Wollesen (bicí)